# Juraj Habdelić
Juraj Habdelić (Staro Čiče, 17. travnja 1609. – Zagreb, 27. studenoga 1678.), hrvatski katolički svećenik, isusovac, duhovni pisac, propovjednik i leksikograf.

## Životopis
Rođen je u turopoljskom selu Kuče, župa Staro Čiče, od oca Boldižara (Baltazara) plemenitoga Habdelića i majke Margarite plemenite Kraljić. Gimnaziju je pohađao kod isusovaca u Zagrebu, filozofiju u Grazu i teologiju u Trnavi, te je službovao kao nastavnik u Rijeci, Varaždinu i u Zagrebu. U Zagrebu u isusovačkoj gimnaziji je predavao od 1635. do 1639. godine, bio je prefekt gimnazije 1654. i 1659. godine, bio je i rektor isusovačkoga kolegija od 1655. do 1657. i od 1664. do 1666. te je postao upravitelj sjemeništa.  U vrijeme njegova rekotoravanja gimnaziju je polazio književnik i povjesničar Pavao Ritter Vitezović koji će na svojevrstan način nastaviti Habdelićev jezikoslovni rad, ali na drukčijim zasadama od onih što ih je pripisivala isusovačka gimnazija.

## Djela
Iako bismo Habdelićeva prozna djela teško svrstali u ono što danas prispodobljujemo pojmu književnosti, u njima ipak ima snage i svježine, osobito u bogatstvu i jedrosti jezika. To su djela moralno-didaktičke problematike, a prvo među njima "Zrcalo Marijansko" tiskano je u Grazu 1662. godine. 
Kršćanski moral je glavna tema Habdelićevih književnih razmišljanja. No, kako je čovjek sklon kršenju zahtjevnih kršćanskih normi i lako se odaje grijehu, to je motiv kojim je zaokupljen. Njegova pučka moralka "Prvi otca našeg Adama greh", knjiga koja sadrži 1200 stranica, a tiskala ju je Kongregacija za propagandu vjere, slika je čovjekova pada i sklonosti grijehu. No, u toj je knjizi osobito važna Habdelićeva sposobnost da kroz tu polazišnu temu provuče sve slojeve društva: plemiće, građane i seljake, a ne štedi ni svećenike. Knjiga je Habdelićeva interpretacija Prvoga tjedna Duhovnih vježbi sv. Ignacija Lojolskog, osnivača Družbe Isusove. 
Očitujući se o događajima aktualnim u tadašnjoj Hrvatskoj, uroti Zrinsko-Frankopanskoj ili pobuni Matije Gupca i njegove mužadije, pokazuje se pristašom postojećeg reda. Seljačku bunu smatra nestalnošću priprostega ljudstva, a urotu gizdošću velike gospode.
Habdelić je pisao kajkavskim i pokazao se odličnim znalcem narodnoga govora. Istodobno je bio protivnikom običnih, profanih stvari, u koje ubraja i narodne pjesme, navodeći svog čitaoca na to da se okani sramotneh, nepobožneh i nečisteh popijevaka.
Habdelić svojim djelom "Dictionar ili Réchi Szlovenske zvexega ukup zebrane, u red postaulyene, i Diachkemi zlahkotene trudom Jurja Habdelicha, masnika Tovarustva Jesusevoga, na pomoch napredka u diachkom navuku skolneh mladenczeu horvatszkoga i szlovenszkoga naroda" izdane u Grazu godine 1670. zauzima istaknuto, iako laičko, mjesto u povijesti hrvatskog jezikoslovlja. Naime, bez osobita lingvističkoga znanja, a pišući za školske potrebe, sastavio je hrvatsko-latinski rječnik. 
Poput Pergošića i Vramca, i on je pod slovenskim podrazumijevao kajkavski govor, a pod hrvatskim govor Hrvata južno od Kupe. Ukupno Habdelićevo djelo ogledalo je kršćanske pobožnosti s brojnim primjerima iz isusovačke i druge nabožne književnosti, ali i panoramska slika ondašnje Hrvatske.

## Vanjske poveznice
- Zerczalo Marianzko, to je to poniznozt Devicze Marie, kaje Boga rodila (1662.), digitalna.nsk.hr
- Dictionar ili Rechi szlovenszke (1670.), digitalna.nsk.hr
- O. A. M. D. G. Pervi otcza nassega Adama greh (1674.), books.google.hr
- Habdelić, Juraj Hrvatska enciklopedija. LZMK
- LZMK / Proleksis enciklopedija: Habdelić, Juraj
- LZMK / Krležijana: Habdelić, Juraj  Arhivirana inačica izvorne stranice od 9. studenoga 2023. (Wayback Machine)
- LZMK / Hrvatski biografski leksikon: Habdelić, Juraj (autor: Josip Vončina, 2002.)
- Dokumentarni film o Jurju Habdeliću HRT 4